# Xã đặc quyền Emmett, Michigan
Xã Emmett (tiếng Anh: Emmett Township) là một xã thuộc quận Calhoun, tiểu bang Michigan, Hoa Kỳ. Năm 2010, dân số của xã này là 11.770 người.